# Torre Rodona (Sant Joan de les Abadesses)
La torre Rodona és una torre de defensa de Sant Joan de les Abadesses (Ripollès) declarada bé cultural d'interès nacional.

## Descripció
Aquesta torre de defensa formava part del sistema defensiu que envoltava el monestir i la vila de Sant Joan de les Abadesses a la baixa edat mitjana. N'és prova el fet que es conservin diversos trams de la muralla al voltant del nucli antic de la vila. La torre només conserva vagament la seva forma original. Els anys 1964-66 s'hi realitzaren obres de condiciament, juntament amb Ca l'Amoiner, que no deixen veure res de l'obra original. Es tracta d'una torre totalment rodona feta de paredat i coberta de teula àrab. Al mateix temps s'hi van realitzar, també, diverses obertures. Tot plegat ben lluny de la tipologia i els paraments de la resta de muralles millor conservades.

## Història
L'abat Ramon de la Bisbal (1230-1248) fou l'impulsor del reforçament de les muralles per fer front a les contínues escomeses de nobles rivals durant els regnats de Pere, "el Catòlic" i Jaume "el Conqueridor". La muralla fou dotada de 24 torres i ponts llevadissos en dos dels seus tres portals. El 1697 la vila fou assetjada per les tropes del duc de Noailles qui, un cop rendida la vila, feu enderrocar la muralla.